# سيث س. برادفورد
سيث س. برادفورد (بالإنجليزية: Seth C. Bradford)‏ هو مهندس معماري أمريكي، ولد في 1801، وتوفي في 1878.